# دانیال شریعتی نیا
دانیال شریعتی‌نیا (زادهٔ ۱۲ فرودین۱۳۷۵) کشتی‌گیر آزاد ایرانی است.
از افتخارات وی می‌توان به کسب مدال نقره در مسابقات ارتش‌های جهان در ایروان ارمنستان.

## فعالیت حرفه‌ای ورزشی
وی رقابت‌های بین‌المللی کشتی آزاد و فرنگی جام دانکلوف و نیکولا پتروف در مسابقات وزن ۹۷ کیلوگرم دانیال شریعتی نیا پس از استراحت در دور اول در دور دوم با نتیجه ۱۰ بر صفر لوکاس کراساسکاس از لیتوانی را از پیش رو برداشت و راهی مرحله یک چهارم نهایی شد. وی در این مرحله مقابل ماگومدگادجی نوراف از مقدونیه را با نتیجه ۸ بر صفر و ضربه فنی مغلوب کرد و به مرحله نیمه نهایی راه یافت، شریعتی با نتیجه ۱۰ بر ۴ مقابل کایل اسنایدر قهرمان المپیک و جهان شکست خورد و راهی دیدار رده‌بندی شد، وی در این دیدار با برتری ۱۰ بر صفر مقابل دانی پیدنس از اوکراین صاحب مدال برنز شد.